# Parc nacional Edmund Kennedy
Edmund Kennedy és un parc nacional que es troba a Queensland (Austràlia), situat a 200 km al sud de Cairns, 170 km al nord de Townsville, 5 km al nord de Cardwell i a 1269 km al nord-oest de Brisbane.

## Patrimoni de la Humanitat
Forma part dels Tròpics humits de Queensland, zona classificada des de l'any 1988 per l'Organització de les Nacions Unides per a l'Educació, la Ciència i la Cultura (UNESCO) com un dels Patrimonis de la Humanitat a Austràlia.
Aquesta regió, coberta principalment per boscos humits, tropicals s'estén al llarg de la costa nord-est d'Austràlia. Aquest biòtop alberga un conjunt molt complet i variat de plantes, marsupials i ocells cantaires, així com tot un seguit d'espècies rares, vegetals i animals, en perill d'extinció.

## Història
La terra que una vegada va ser la llar de les persones Girramay El 1848, l'explorador Edmund Kennedy i el seu equip van desembarcar 35 km al nord del parc. Ell va viatjar al sud a través de l'àrea ara coneguda com el Parc Nacional d'Edmund Kennedy en un intent fallit de trobar el pas entre les muntanyes de la costa.
Va ser ampliat el 1980 amb terrenys donat pels activistes de la conservació Margaret i Arthur Thorsborne. El 2011, el cicló Yasi va causar molt de mal a la zona.